# Rifat Chadirji
Rifat Chadirji (Bagdad (Mandato británico de Mesopotamia), 6 de diciembre de 1926 - Londres, 10 de abril de 2020) fue un arquitecto, fotógrafo, autor y activista iraquí. A menudo se lo conocía como el padre de la arquitectura iraquí moderna, después de haber diseñado más de cien edificios en todo el país.

## Vida y carrera
Chadirji nació en Bagdad en 1926 en una familia influyente. Su padre, Kamil Chadirji (1897-1968), desempeñó un papel central en la vida política de Irak como fundador y presidente del Partido Nacional Demócrata.
Se formó como arquitecto. En 1952, después de completar su formación de posgrado, regresó a Bagdad y comenzó a trabajar en lo que llamó sus «experimentos arquitectónicos». La arquitectura de Rifat Chadirji está inspirada en las características de la arquitectura regional iraquí y la inteligencia inherente a ella, pero al mismo tiempo, quería conciliar la tradición con las necesidades sociales contemporáneas.
En una entrevista, Chadirji explicó su filosofía: En el contexto de la arquitectura, llamó a este enfoque regionalismo internacional. El enfoque de Chadirji era totalmente coherente con los objetivos del Grupo Modern Bagdad, fundado en 1951, del cual fue uno de los primeros miembros. Este grupo de arte buscó combinar la antigua herencia iraquí con el arte y la arquitectura modernos, para desarrollar una estética iraquí, que no solo fuera exclusiva de Irak, sino que también influyera en el desarrollo de un lenguaje visual panárabe.[cita requerida]
Sus primeras obras se basaron firmemente en el discurso dirigido por los miembros del Grupo de Arte Moderno de Bagdad, incluidos los escultores Jawad Saleem y Mohammed Ghani Hikmat, y el artista intelectual, Shakir Hassan Al Said. Sus diseños se basaron en abstraer los conceptos y elementos de los edificios tradicionales y reconstruirlos en formas contemporáneas. Sin embargo, los críticos de Chadirji han señalado que aunque simpatizaba con los objetivos del grupo, él era esencialmente un modernista de corazón.
Sus primeras obras fueron principalmente reconstrucciones de edificios antiguos. En 1959, fue comisionado para construir un importante monumento público, El Monumento al Soldado Desconocido, que luego fue destruido por el gobierno Baathista de Sadam Hussein, y reemplazado por una estatua del mismo Hussein. El monumento de Chadirji, ubicado en el centro de la Plaza Ferdous de Bagdad, hacía referencia a la tradición de Irak, evoca el arco parabólico del Palacio Sassanid, Ctesiphon. Descrito como una estructura simple, simbólica y modernista, bocetos del concepto de diseño encontrado en el Instituto de Bellas Artes de Bagdad, revelan la inspiración para el diseño que representa a una madre agachándose para recoger a su hijo martirizado.
Chadirji continuó usando antiguos motivos iraquíes en sus diseños de edificios. Sus trabajos, como la residencia Hussain Jamil (1953), el almacén de tabaco (1965), la residencia Rafiq (1965) y la oficina central de correos (1975), están informados por las prácticas iraquíes de control de la temperatura: ventilación natural, patios, paredes de pantalla y reflejo de luz. También empleó el lenguaje arquitectónico de arcos y muelles monolíticos que recuerdan a los visitantes la antigua historia arquitectónica iraquí. Aunque sus diseños a menudo usaban elementos vernáculos, a menudo los abstraía y los incorporaba en nuevas formas. En ocasiones, se basó en exteriores tradicionales, pero diseñó interiores europeos.
En 1974, a los 48 años, fue encarcelado de por vida por negarse a trabajar en un proyecto financiado por el gobierno durante la presidencia de Ahmed Hassan al-Bakr. Sin embargo, después de cumplir casi dos años en la prisión de Abu Ghraib, fue liberado cuando Saddam Hussein asumió el poder. Saddam quería que el mejor arquitecto de Irak supervisara los preparativos para una conferencia internacional que se celebraría en Bagdad en 1983 y que ayudara con los planes generales para darle un lavado de cara a Bagdad. Se convirtió en el consultor arquitectónico de Hussein para la planificación de la ciudad de Bagdad, para el período 1982-1983. Mientras estaba encarcelado, escribió un libro sobre arquitectura, Al Ukhaidir y el Palacio de Cristal, utilizando materiales que su esposa había introducido de contrabando en Abu Ghraib. El libro ha sido descrito como un «trabajo seminal» sobre el tema de la arquitectura iraquí.
En la década de 1980, Chadirji fue nombrado Consejero del Alcalde, un cargo que lo llevó a supervisar todos los proyectos de reconstrucción en Bagdad. Abandonó Irak en 1983 para ocupar un puesto académico en la Universidad de Harvard. Algunos años después, a su regreso a Bagdad, se entristeció por el deterioro de la ciudad. Él y su esposa decidieron abandonar Irak permanentemente y se establecieron en Londres, donde continuó viviendo.
Junto con su padre, documentó fotográficamente gran parte de Bagdad y la región más grande de Irak y Siria. Temían que la arquitectura regional y los monumentos se perderían debido al nuevo desarrollo asociado con el auge petrolero. En 1995, publicó un libro con fotografías de su padre. La posición de su padre como político le dio acceso a muchas personas y lugares que pueden haber sido difíciles para otros fotógrafos. 
En una entrevista con Ricardo Karam, habló sobre su ateísmo; Después de estudiar filosofía con su esposa, llegó a comprender que las religiones se originaron a partir de la magia. También dijo que respetaba todas las religiones, y pidió después de su muerte que no se ofrecieran oraciones por él y que su cuerpo fuera cremado.

### Muerte
Murió de COVID-19 en Londres el 10 de abril de 2020, a la edad de 93 años. El primer ministro iraquí designado Mustafa Al-Kadhimi y el presidente iraquí Barham Salih pagaron sus tributos.

## Trabajo
Aunque Chadirji diseñó muchas residencias, es más conocido por sus obras públicas, incluidos edificios y monumentos. Su Monumento al Soldado Desconocido (1959), descrito como una estructura simple, simbólica y modernista, fue retirado de la plaza al-Fardous para dar paso a una estatua de Sadam Hussein a principios de la década de 1980. La estatua de reemplazo fue derribada infamemente el 9 de abril de 2003 a la vista del mundo, mientras los medios mundiales filmaban y fotografiaban la destrucción.
| Sitio                                                                      | Ubicación | País |
| Oficina central de correos (1975)                                          | Bagdad    | Irak |
| Villa Hamood (1972)                                                        | Bagdad    | Irak |
| Compañía Nacional de Seguros                                               | Mosul     | Irak |
| Oficinas y almacenes de tabaco (1965)                                      | Bagdad    | Irak |
| El Monumento al Soldado Desconocido (erigido en 1959: reemplazado en 1983) | Bagdad    | Irak |
| Residencia Rafiq (1965)                                                    | Bagdad    | Irak |

### Publicaciones asociadas
Las publicaciones de Chadirji están principalmente en árabe e incluyen: 
- al-Ukhaidir y el Palacio de Cristal (1991)
- Un diálogo sobre la estructura del arte y la arquitectura (1995).[29]
- Enfoques regenerativos del diseño de la mezquita-competencia de la Mezquita Estatal, Bagdad. En Mimar 1984,11 páginas 44-63 ISSN 0129-8372    .
- Conceptos e influencias: hacia una arquitectura internacional regionalizada, 1987. ISBN no. 0-7103-0180-4.
- Tradición internacionalizada en arquitectura, 1988. ISBN no. 1-85035-146-5.[30]

| Autor             | Título                                                                            | Año  |
| Chadirji, Rifat   | Introducción al diseño urbano y la arquitectura en el Líbano                      | 2004 |
| Chadirji, Rifat   | Arquitecto Entrevistas Medina                                                     | 1999 |
| Chadirji, Rifat   | Las fotografías de Kamil Chadirji                                                 | 1995 |
| Khan, Hasan-Uddin | Modernismo regional: la cartera de grabados de Rifat Chadirji                     | 1984 |
| Chadirji, Rifat   | Conceptos e influencias: hacia una arquitectura internacional regional, 1952-1978 | 1986 |

## Premios
- 1964: Medalla de bronce, diseño de muebles de Barcelona[32]
- 1986: Premio del Presidente del Premio Aga Khan de Arquitectura[30][33]
- 2008: Premio del Libro Sheikh Zayed, 2008[34]
- 2015: Doctorado honorario de la Universidad de Coventry[35]
- 2015: Premio a la trayectoria profesional del Premio a la Excelencia Tamayouz[36]

## Legado
En 2017, el Premio Rifat Chadirji fue creado para reconocer a los arquitectos locales que participan en la reconstrucción de partes de Irak que habían sido destruidas. El premio se otorga bajo el paraguas del Premio Tamayouz a la Excelencia.
En el mismo año, también donó su archivo arquitectónico y los archivos fotográficos de su padre, Kamil Chadirji, al Centro de Documentación Aga Khan, Bibliotecas MIT. Las selecciones de ambas colecciones están disponibles en Archnet.org.